# The Composer of Desafinado, Plays
| Críticas profissionais                                                      | Críticas profissionais |
| Avaliações da crítica                                                       | Avaliações da crítica  |
| Fonte                                                                       | Avaliação              |
| --------------------------------------------------------------------------- | ---------------------- |
| Down Beat                                                                   | [ 2 ]                  |
| allmusic                                                                    | [ 3 ]                  |
| Esta tabela precisa de ser acompanhada por texto em prosa. Consulte o guia. |                        |

The Composer of Desafinado, Plays é o álbum de estreia de Antônio Carlos Jobim. Foi lançado em 1963 pela Verve Records e muito bem recebido pela crítica da época. Primeiro álbum de Jobim no mercado fonográfico americano, foi lançado durante a época em que o gênero da bossa nova estava em alta nos EUA, devido a hits como Desafinado e Garota de Ipanema. O álbum consiste em standards da bossa nova, os quais ainda são as músicas mais conhecidas e gravadas de Jobim. O álbum foi incluído no Hall of Fame do Grammy Latino em 2001.
A versão brasileira do álbum, intitulada Antônio Carlos Jobim, foi lançada no ano seguinte pela gravadora Elenco. Além do título diferente, a versão brasileira possui outra capa.

## Faixas
A segunda faixa foi erroneamente identificada como "O Morro" na versão original em LP. O erro foi corrigido na versão remasterizada CD.
| N.º            | Título                                           | Compositor(es)                            | Duração |  |
| 1.             | "The Girl From Ipanema"                          | Antônio Carlos Jobim e Vinicius de Moraes | 2:42    |  |
| 2.             | "Amor em Paz (Once I Loved)"                     | Antônio Carlos Jobim e Vinicius de Moraes | 3:36    |  |
| 3.             | "Água de Beber"                                  | Antônio Carlos Jobim e Vinicius de Moraes | 2:50    |  |
| 4.             | "Vivo Sonhando (Dreamer) (Antônio Carlos Jobim)" | Antônio Carlos Jobim                      | 2:36    |  |
| 5.             | "O Morro Não Tem Vez (Favela)"                   | Antônio Carlos Jobim e Vinicius de Moraes | 3:21    |  |
| 6.             | "Insensatez (How Insensitive)"                   | Antônio Carlos Jobim e Vinicius de Moraes | 2:53    |  |
| 7.             | "Corcovado (Antônio Carlos Jobim)"               | Antônio Carlos Jobim                      | 2:26    |  |
| 8.             | "Samba de Uma Nota Só (One Note Samba)"          | Antônio Carlos Jobim e Newton Mendonça    | 2:14    |  |
| 9.             | "Meditation"                                     | Antônio Carlos Jobim e Newton Mendonça    | 3:15    |  |
| 10.            | "Só Danço Samba (Jazz Samba)"                    | Antônio Carlos Jobim e Vinicius de Moraes | 2:22    |  |
| 11.            | "Chega de Saudade"                               | Antônio Carlos Jobim e Vinicius de Moraes | 4:20    |  |
| 12.            | "Desafinado"                                     | Antônio Carlos Jobim e Newton Mendonça    | 2:44    |  |
| Duração total: | Duração total:                                   | Duração total:                            | 35:20   |  |

## Créditos[1][2]
- Antônio Carlos Jobim — piano e violão, sendo este último em overdub.[5]
- Claus Ogerman — arranjos e regência
- Creed Taylor — produção
- Leo Wright — flauta
- George Duvivier — baixo
- Jimmy Cleveland — trombone
- Edison Machado — bateria
- Chuck Stewart — fotografia da capa[6]